# Privilegium minus
Privilegium minus je jeden z nejdůležitějších středověkých rakouských státoprávních dokumentů, vydáno bylo 19. září 1156 císařem Fridrichem Barbarossou pro Jindřicha Jasomirgotta z rodu Babenberků a jeho druhou manželku Teodoru. Tento dokument povyšoval Rakousko z dosavadního markrabství na vévodství. Vláda v zemi byla zaručena Babenberkům a to dědičně bez ohledu na pohlaví. Bezdětný panovník mohl zemi odkázat dle svého vlastního uvážení a bez účasti šlechty.

## Název
Jako privilegium minus je tato listina označovaná od roku 1852 (poprvé W. Wattenbach), aby se odlišila od tzv. privilegia maius, padělku vévody Rudolfa IV. ze 14. století.

## Souvislosti vydání a obsah dokumentu
Udělení tohoto významného privilegia bylo plodem kompromisu mezi Jindřichem Jasomirgottem a Jindřichem Lvem z welfské dynastie, kteří si oba nárokovali titul vévody bavorského. Jindřich Jasomirgott se zřekl Bavorského vévodství, Jindřich Lev naopak Východní marky (tedy Rakouského markrabství) a vazba rakouských zemí na Bavorsko byla nadále zrušena. Císař následně povýšil Východní marku na vévodství a to udělil v léno Jindřichu II. Jasomirgottovi a jeho manželce Theodoře.
Tato část privilegia úzce souvisí s tehdejší dynastickou situací: vévodský pár měl roku 1156 pouze pětiletou dceru Anežku, synové Leopold a Jindřich se narodili teprve o rok, respektive o dva roky později. Společné udělení země v léno oběma manželům mělo posílit pozici vévodkyně, i když jí nedávalo reálná vladařská práva, a kdyby Jindřich II. Jasomirgott, jemuž bylo v této době již téměř padesát let a měl pouze dva bratry zasvěcené duchovnímu životu, zemřel, snad by jí i umožnilo ujmout se regentství.
Další dva články privilegia zajišťovaly, aby mohla zemi v případě, že by vévodský pár neměl syny, zdědit dcera. Za prvé se jednalo o výsadu ženského nástupnictví: dcery vévodského páru měly stejná práva jako synové, pouze však v případě, že vévoda neměl mužského dědice. Rakouské vévodství se tak stalo tzv. ženským lénem. Druhý článek garantoval právo, na jehož základě mohl vévodský pár v případě bezdětnosti svobodně určit svého nástupce, tedy tzv. libertas affectandi. Vybraný nástupce musel sice přijmout zemi v léno od císaře, ale to bylo v tomto případě chápáno pouze jako formální akt. Toto právo pak mohl vévoda samozřejmě využít k posílení nároků manžela své dcery.
Na základě privilegia minus byl rakouský vévoda navíc osvobozen od povinné účasti na říšských sněmech s výjimkou těch, které se konaly v Bavorsku, byl vrchním soudcem ve svých zemích (vévodství mu bylo uděleno cum omni iure, tedy se vším právem), bojovat pod říšskými praporci měl jen v případě, že by bylo ohroženo jeho vlastní panství nebo se válčilo v sousedních zemích. Zde se nejednalo jen o otázku politické prestiže, ale o věc finanční úlevy. Vyzbrojení a živení vojska i výprava na říšský sněm byly totiž relativně nákladnými záležitostmi a vévoda tak nadále nemusel, pokud sám nechtěl, vynakládat na tyto věci ne nepodstatné částky.